# The Belle Brigade
The Belle Brigade es un dúo vocal e instrumental estadounidense compuesto por los hermanos Barbara Gruska, voz, guitarra y batería (nacida en 1983) y su hermano menor, Ethan Gruska, voz, guitarra y piano (nacido en 1989). El dúo lanzó su primer álbum, The Belle Brigade, en 2011, recibiendo críticas positivas.

## Biografía
Los hermanos Gruska provienen de una familia musical. Su padre, Jay Gruska, es un compositor de cine y televisión, y su abuelo es John Williams, un famoso compositor galardonado múltiples veces con el Oscar. Su bisabuelo fue Raymond Scott y el baterista Johnny Williams, y otros familiares que también trabajaron como bateristas profesionales. Barbara Gruska se especializó en la batería en el Oberlin College y en CalArts, y participó para artistas como Jenny Lewis e Inara George. Ethan también estudió en CalArts. Mientras la madre de ambos daba a luz a Ethan, sufrió un derrame cerebral; ella se recuperó y se hizo una película basada en su historia en 1994, emitida por la NBC, y titulada A Time to Heal (su padre escribió la música), y más tarde esta historia se convirtió en la canción de su disco "Lucky Guy". 
Barbara y Ethan crearon un grupo juntos en 2008. Su primer álbum The Belle Brigade fue producido por Matthew Wilder y publicado por Reprise Records en abril de 2011. El dúo ha actuado en eventos con artistas como Grace Potter and the Nocturnals, G. Love & Special Sauce, k.d. Iang Dawes y Blitzen Trapper.
También cuentan con una canción en la banda sonora de la película The Twilight Saga: Breaking Dawn - Part 1  : I Didn't Mean It, y realizaron un cover de la canción de Bob Dylan No Time to Think en el álbum Chimes of Freedom: The Songs of Bob Dylan, en beneficio de la Amnistía Internacional.
El segundo álbum de la banda de larga duración, Just Because, fue lanzado en marzo de 2014. Los Gruskas querían seguir un sonido más individual en el seguimiento, y después de que su compañía discográfica expresó su insatisfacción, la banda publicó el álbum bajo el sello independiente ATO Records.
A partir de mayo de 2014, The Belle Brigade realizará una gira como teloneros y como banda de acompañamiento de Ray LaMontage en su gira norteamericana.

## Críticas recibidas
La música de The Belle Brigade está marcada por armonías que recuerdan a The Everly Brothers y a Simon & Garfunkel, ha sido descrita teniendo sus raíces en el pop rock clásico de California y sonidos country de grupos como Fleetwood Mac y The Flying Burrito Brothers, así también como de The Beatles. Ethan Gruska declaró que su mayor influencia ha sido el trabajo en solitario de Paul Simon. 
Su álbum debut ha recibido buenas críticas y alabanzas. Randall Roberts, escritos de Los Angeles Times describió su álbum como "una docena de joyas pop de California" y declaró de su primer sencillo, "Losers": "Una desafiante y clásicamente estructurada canción sobre sentirse enfermo de los juegos sociales, pretensiones e ironía, "Losers" es como unos de esos trabajos de alienación que había existido siempre, un trabajo que podría haber sonado claramente como si hubiese sido lanzado en 1957 o en 1974". Mikael Wood, crítico musical de L.A. Times llamó al álbum "el sonido de un álbum del sueño de un empollón". Glenn Gamboa, crítico de Newsday se refirió a sus "ojos de corderito... que brillaban con el sonido Socal de los 70 sonasen incluso más atrayente". Y Doug Pullen, crítico de El Paso Times definió el álbum como "encantador, irresistible, eterno e inspirador— y merece la pena escucharlo repetidas veces" y añadió que había sido "su álbum favorito de este año".

## Discografía
- The Belle Brigade (2011)
- Chimes of Freedom: The Songs of Bob Dylan (2012)
- Just Because (2014)

- Datos: Q7716413